# Longepi cobon
Longepi cobon là một loài nhện trong họ Lamponidae. Loài này được phát hiện ở Victoria.